# John Henri uit den Bogaard
John Henri uit den Bogaard (Zwolle, 10 juni 1911 – Heelsum, 26 mei 1993) was een Nederlandse onderwijzer en fotograaf die vooral bekend werd als schrijver van Swiebertje.
Al vroeg verhuisde hij van Zwolle naar Arnhem, waar hij zijn verdere jeugd doorbracht. In Utrecht volgde hij de kweekschool en ontmoette hij zijn vrouw. Na hun trouwen vestigden zij zich in Loenen aan de Vecht. Zij kregen twee dochters. De oudste dochter is de illustratrice Marjolein Bastin.
Voor de oorlog schreef hij vier boeken over de zwerver Swiebertje. Het eerste verscheen in 1936. In 1955 werd door de NCRV Swiebertje in twee televisiespelen uitgezonden. In 1961 werd Swiebertje een zelfstandige serie. John uit den Bogaard zou op het idee van Swiebertje gekomen zijn na het bekijken van een illustratie van een landloper getekend door Tjeerd Bottema.
Daarnaast heeft hij verschillende andere kinderboeken uitgegeven, zoals Bennie op de Boerderij, Boer Dikneus en Wim.
Nadat de serie Swiebertje was afgelopen, schreef hij nog andere televisie-spelen zoals Pommetje Horlepiep en Hotel de Witte Raaf.
In 1953 werd hij eindredacteur van de NCRV-gids, later van het tijdschrift Ouders van Nu.
John uit den Bogaard werd bijna 82 jaar en ligt begraven in Heelsum.

## Televisiebiografie
- Swiebertje
- Pommetje Horlepiep
- Hotel de Witte Raaf